# Крајпоље
Крајпоље је насељено мјесто у општини Љубиње, Република Српска, БиХ. Према попису становништва из 1991. у насељу је живјело 134 становника.

## Географија
Крајпоље је смјештено испод планине Илија а од Љубиња је удаљено око 5 километра.

## Историја
У насељу се налазе остаци куле Зотовића, куле богатог сточара Зотовића који је у прошлости живио у Крајпољу.

## Црква Светог Преображења Господњег
У средњем вијеку подигнута је црква која је крајем 15. вијека порушена од стране Османлија. Према предању, вјерници овога села дали су завјет да ће да подигну нову. Освећење камена темељца нове цркве на новој локацији извршио је митрополит Владислав 23. јула 1988, да би 10. септембра 1989. године извршио освећење новосаграђеног храма.

## Привреда
Становништво се бави земљорадњом, од чега највише виноградарством и воћарством. Доста је заступљен узгој и производња дувана.

## Становништво
У насељу према процјенама из октобра 2011, живи око 80 становника.
| Националност       | 1991. | 1981. | 1971. | 1961. |
| Срби               | 134   | 151   | 164   | 193   |
| Црногорци          |       | 1     |       |       |
| остали и непознато |       |       | 1     |       |
| Укупно             | 134   | 152   | 165   | 193   |

| Демографија | Демографија | Демографија |
| Година      | Становника  | Становника  |
| ----------- | ----------- | ----------- |
| 1948.       | 202         |             |
| 1953.       | 214         |             |
| 1961.       | 193         |             |
| 1971.       | 165         |             |
| 1981.       | 152         |             |
| 1991.       | 134         |             |

### Презимена
Најчешћа презимена су:
- Козић[1]
- Тохољ[1]
- Ћук[1]
- Топаловић[1]
- У историјским записима о Крајпољу се помињу и презимена: Зотовић, Жужа и Крунић.[1]

## Знамените личности
- Обрен Козић, свештеник Српске православне цркве у Дужима код Требиња, историчар[1]
- Мирослав Тохољ, српски књижевник[1]
- Душан Козић, српски политичар и председник Владе Републике Српске[1]
- Лука Ћук, доктор агрономије[1]